# Makalata rhipidura
Makalata rhipidura је врста глодара из породице Echimyidae.

## Распрострањење
Ареал врсте је ограничен на једну државу. Перу је једино познато природно станиште врсте.

## Станиште
Станиште врсте су тропске шуме. Врста је присутна на западном подручју реке Амазон у Јужној Америци.

## Начин живота
Врста Makalata rhipidura прави гнезда. 

## Угроженост
Подаци о распрострањености ове врсте су недовољни.